# Golde Gutman-Krimer
Golde Gutman-Krimer (en ídish גאָלדע גוטמאַן-קרימער, nacida el 26 de enero de 1906, Edineț, distrito de Khotinsky, provincia de Besarabia - 19 de julio de 1983, Buenos Aires) fue una escritora judío-argentina. Escribía en yidis y español.

## Biografía
Golde Gutman-Creamer nació en la ciudad de Edineț, en Besarabia (ahora el centro del distrito de Edineț en Moldavia), una de las nueve hijas de la única panadera del pueblo, Ersla Cernopoya. Tras casarse en 1923, finalizada la revolución rusa, Golde emigró a la Argentina y se instaló en Buenos Aires, donde desde la década de 1930 realizó actividades literarias extremadamente activas. Hizo su debut en 1934 con una historia de la vida judía de Besarabia en el periódico Di Presé (Prensa). Fue publicado principalmente en este periódico y en Unzer Freight (Nuestro amigo, ambos de Buenos Aires). Sus historias fueron incluidas en la Antología de la literatura Fun der Yiddish en Argentina (Antología de la literatura judía en Argentina, 1944).
Fue una de las escritoras judías más productivas de Argentina. Publicó alrededor de dos docenas de libros, principalmente de ficción (novelas, cuentos, ensayos). Se han publicado libros separados y se siguen publicando en traducciones al español. Entre las novelas publicadas se encuentran "Besarabia en 1918", "Milhome-yorn: 1914-1918" (Años de guerra, 1945), "Di Muther Rohl" (Abuela Rachel, 1948), "Unter di Bloye Argentiner Himlan: Yehudez” (Bajo el cielo azul de Argentina: Judith, 1954), “Afn Shadeweg” (En la bifurcación, 1958); libros de novelas e historias "Zvishn kranke" (Entre los enfermos, 1937), "Zvishn berg" (En las montañas, 1945), "Novell vos mine frienot darzeylt" (Novelas contadas por mi pariente lejano), "Dos lab fun a froy" (La vida de una mujer, 1958), “A Holem fun ha pastehl” (Dream Shepherdess, 1966), “Dee Wintera Blum” (Winter Flower, 1966); recuerdos en dos volúmenes, "Edinet, mine heim" (Edinet, mi casa, 1945).

## Libros en ídish
- צװישן קראַנקע ( tsvishn kranke - entre pacientes). Buenos Aires, 1937 .-- 127 p.
- נאָװעלן װאָס מײַן פֿרײַנט האָט דערצײלט ( novelas vos mine free hots dertseylt - historias cortas contadas por mi amigo). Buenos Aires, 1938 .-- 97 p.
- בעסאַראַביע אין 1918 (Besarabia en 1918, novela). Buenos Aires: G. Creamer, 1940 .-- 269 p.[4]
- צװישן בערג ( color berg - en las montañas, historias). Buenos Aires, 1945 .-- 186 p.
- יעדינעץ, מײַן הײם ( Edinet, mine heim - Edinet, mi casa, 2 vols.). Buenos Aires, 1943 y 1945 .-- 180 p. y 187 p.
- מלחמה-יאָרן: 1914-1918 ( milhome-yorn - años de guerra, novela). Buenos Aires, 1945 .-- 251 p.
- קאַרוסעל ( carrusel: cuentos ). Buenos Aires: Khaimovich, 1946.
- די מוטער רחל ( di Muter Rohl - abuela de Rachel, novela). 1948 .-- 370 s.
- אונטער די בלױע אַרגענטינער הימלען: יהודית ( unter di bloe argentiner himlen: Ehudez - bajo el cielo azul de Argentina: Judith, novela). Buenos Aires, 1954 .-- 370 p.
- לעבן פֿון אַ פֿרױ ( diversión de laboratorio y gratis - vida de mujer). Buenos Aires, 1958.- 284 p.
- אױפֿן שײדװעג ( afn shadeweg - en la bifurcación, una novela). Buenos Aires, 1958.- 247 p.
- פֿון דאָס נײַ: שפּיטאָל דערצײלונגען (Empezando de nuevo; diversión dos nai - otra vez: historias del hospital). Buenos Aires, 1962 .-- 307 p.
- די װינטער בלום ( di viniter bloom - flor de invierno). Buenos Aires, 1966 .-- 179 p.
- אַ חלום פֿון אַ פּאַסטעכל ( una diversión cholem una pastahl - el sueño de un pastor). Buenos Aires: G. Creamer, 1966 .-- 213 p.

## En español
- Pascua Sangrienta (Biblioteca de grandes novelas). Buenos Aires: Editorial Claridad, 1955.
- ¿Es así la vida? Buenos Aires: Ediciones Lopez Negri, 1962.
- Sombras En El Sol. Buenos Aires: Editorial Claridad, 1964.
- La llave milagrosa. Buenos Aires: Milá AMIA - Editorial Claridad, 1969 y 2005.